# Huzar
Huzar (madžarsko Huszar) je bil sprva pripadnik težke konjenice, ki je bila organizirana na Ogrskem v 15. stoletju in v sredini 16. stoletja v Nemčiji; v preteklem stoletju so jih reorganizirali v lahko konjenico. 
Okoli leta 1700 so ustanovili prve huzarske enote v Avstriji, v Prusiji 1721, nato pa še v ostalih naprednih evropskih državah.
Huzarji so imeli zmeraj status elitnih enot, saj so po navadi izvajali hitre premike in prodore v sovražnikovo zaledje in/ali v boke.
Sprva so bili oboroženi le s krivimi sabljami in pištolami, nato pa so po letu 1800 dobili še karabinke, bojevali so se na konjih.
Zgodovinsko gledano izraz izhaja iz konjenice poznosrednjeveške Madžarske pod poveljstvom Matije Korvina, v kateri so bili večinoma srbski bojevniki.